# بطحيش ديربورني
بطحيش ديربورني (الاسم العلمي: Cyprinodon dearborni) هو نوع من الأسماك يتبع جنس البطحيش من الفصيلة البطحيشية.